# Романова Олена Миколаївна
Олена Миколаївна Романова (рос. Еле́на Никола́евна Рома́нова; нар. 20 березня 1963, Волгоградська область, Російська РФСР — 28 січня 2007, Волгоград, Росія) — радянська та російська легкоатлетка, що спеціалізується на бігу на довгі дистанції, олімпійська чемпіонка 1992 року.

## Кар'єра
| Рік                           | Змагання                      | Місто                | Місце            | Дисципліна          | Примітки         |
| Представник СРСР              | Представник СРСР              | Представник СРСР     | Представник СРСР | Представник СРСР    | Представник СРСР |
| ----------------------------- | ----------------------------- | -------------------- | ---------------- | ------------------- | ---------------- |
| 1983                          | Чемпіонат Європи в приміщенні | Будапешт, Угорщина   | 3                | біг на 3000 метрів  | 9:04.52          |
| 1986                          | Чемпіонат Європи в приміщенні | Мадрид, Іспанія      | 4                | біг на 3000 метрів  | 9:03.85          |
| 1987                          | Чемпіонат світу               | Рим, Італія          | 5                | біг на 3000 метрів  | 8:41.33          |
| 1987                          | Чемпіонат світу               | Рим, Італія          | —                | біг на 10000 метрів | DNF              |
| 1988                          | Олімпійські ігри              | Сеул, Південна Корея | 4                | біг на 3000 метрів  | 8:30.45          |
| 1990                          | Чемпіонат Європи              | Спліт, Югославія     | 2                | біг на 3000 метрів  | 8:43.68          |
| 1990                          | Чемпіонат Європи              | Спліт, Югославія     | 1                | біг на 10000 метрів | 31:46.83         |
| 1991                          | Чемпіонат світу               | Токіо, Японія        | 2                | біг на 3000 метрів  | 8:36.06          |
| 1991                          | Чемпіонат світу               | Токіо, Японія        | —                | біг на 10000 метрів | DNF              |
| Представник Об'єднана команда |                               |                      |                  |                     |                  |
| 1992                          | Олімпійські ігри              | Барселона, Іспанія   | 1                | біг на 3000 метрів  | 8:46.04          |
| Представник Росія             |                               |                      |                  |                     |                  |
| 1993                          | Чемпіонат світу               | Штутгарт, Німеччина  | 6                | біг на 3000 метрів  | 8:39.69          |
| 1996                          | Олімпійські ігри              | Атланта, США         | 6                | біг на 5000 метрів  | 15:14.09         |